# Dermestes viridis
Dermestes viridis là một loài bọ cánh cứng trong họ Dermestidae. Loài này được Schneider miêu tả khoa học năm 1785.